# Sächsische XII H
Die Gattungen XII {\displaystyle \textstyle {\mathfrak {H}}}, XII {\displaystyle \textstyle {\mathfrak {HV}}} und XII {\displaystyle \textstyle {\mathfrak {H}}}1 der Sächsischen Staatsbahn waren Schnellzugdampflokomotiven mit der Achsfolge 2'C.
Kurz nach der Jahrhundertwende ergab sich ein immer dringlicherer Bedarf an leistungsfähigen Schnellzuglokomotiven, insbesondere für den Dienst im Hügelland. Die ab 1900 beschafften Sächsische X {\displaystyle \textstyle {\mathfrak {V}}} (spätere Baureihe 14.2) waren ja reine Flachlandlokomotiven. Ähnlich wie die Preußische Staatsbahn mit der S 10 hat die Sächsische Staatsbahn zur Ermittlung der wirtschaftlichsten Bauart mit verschiedenen Triebwerkstypen experimentiert. Die drei Gattungen unterschieden sich vor allem im Triebwerk, aber auch im Kessel (Druck, Größe), womit sie sich nur bedingt miteinander vergleichen lassen, und entstanden innerhalb von drei Jahren. Wie in Sachsen üblich, wurden die Lokomotiven von der Maschinenfabrik Hartmann in Chemnitz hergestellt.

## XII H
| Sächsische XII H DR-Baureihe 17.6 | Sächsische XII H DR-Baureihe 17.6 |
|                                   |                                   |
| --------------------------------- | --------------------------------- |
| Anzahl:                           | 6                                 |
| Hersteller:                       | Hartmann, Chemnitz                |
| Nummerierung:                     | XII H 1 – 6 17 601 – 17 606       |
| Indienststellung:                 | 1906                              |
| Ausmusterung:                     | bis 1928                          |
| Bauart:                           | 2'C h4                            |
| Länge über Puffer:                | 20.381 mm                         |
| Treibraddurchmesser:              | 1.905 mm                          |
| Laufraddurchmesser:               | 1.065 mm                          |
| indizierte Leistung:              | k. A.                             |
| Höchstgeschwindigkeit:            | 100 km/h                          |
| Kesselüberdruck:                  | 117,7 N/cm²                       |
| Zylinderdurchmesser:              | 430 mm                            |
| Kolbenhub:                        | 630 mm                            |
| Rostfläche:                       | 2,77 m²                           |
| Verdampfungsheizfläche:           | 146,13 m²                         |
| Überhitzerfläche:                 | 43,80 m²                          |
| Achsfahrmasse:                    | 160,8 kN                          |
| Reibungsmasse:                    | 480,5 kN                          |
| Dienstmasse:                      | 718,8 kN                          |

Die Gattung XII {\displaystyle \textstyle {\mathfrak {H}}} war die erste der drei Bauarten und wurde 1906 in sechs Exemplaren geliefert. Sie erhielten die Betriebsnummern 1 – 6.
Die XII H gehörten zu den ersten Heißdampflokomotiven in Deutschland und hatten ein Vierzylinder-Einfachexpansionstriebwerk, bei dem alle Zylinder auf die erste Kuppelachse wirkten.
Diese Triebwerksbauart (auch Vierlingstriebwerk genannt) war in Deutschland sehr selten, nur die vier Jahre später gebaute Preußische S 10 und die mit dieser fast baugleiche S 10 der LBE hatten ebenfalls ein solches Triebwerk. Der Nachteil dieser Bauart sind die relativ großen Wärmeverluste, und deshalb wurde auch die XII H nicht mehr weiter beschafft. Die XII H konnte in der Zugkraft überzeugen, aber die Verbrauchswerte entsprachen nicht den Erwartungen. Bei Höchstgeschwindigkeit konnten die Maschinen einen 300 t schweren Zug befördern.
Optisch fielen die XII H durch ihre Frontverkleidung von Rauchkammer und Drehgestell auf sowie durch ihr Windschneidenführerhaus – eine Modeerscheinung der damaligen Zeit, deren widerstandsvermindernde Wirkung bei 100 km/h Höchstgeschwindigkeit allerdings vernachlässigbar war (was man zum Zeitpunkt des Baus aber noch nicht wusste). Folglich liefen die Maschinen zur Zeit der Umzeichnung auf Reichsbahn-Betriebsnummern schon ohne diese Verkleidungen. Außerdem hatten die Lokomotiven ein auffälliges Verbindungsrohr zwischen den beiden Dampfdomen.
Die Deutsche Reichsbahn übernahm alle sechs Lokomotiven als Baureihe 17.6 und gab ihnen die Betriebsnummern 17 601 – 17 606. Sie wurden zwischen 1926 und 1928 ausgemustert, nur die 17 604 überlebte als Heizlok in Dresden-Altstadt bis 1956.
Die sechs Fahrzeuge wurden mit Schlepptendern der älteren Bauart sä 2'2' T 21 (5 t Kohle) ausgeliefert. Das war nicht selbstverständlich, oft wurden nur die Lokomotiven geliefert. Die sechs Tender für die XII H trugen auf ihrer Rückseite die Nummern 1 bis 6.

## XII HV
| Sächsische XII HV DR-Baureihe 17.7 | Sächsische XII HV DR-Baureihe 17.7                      |
|                                    |                                                         |
| ---------------------------------- | ------------------------------------------------------- |
| Anzahl:                            | 42                                                      |
| Nummerierung:                      | XII HV 7 – 14, 22 – 55 17 701 – 17 734, 17 751 – 17 755 |
| Indienststellung:                  | 1908–1914                                               |
| Ausmusterung:                      | bis 1936                                                |
| Bauart:                            | 2'C h4v                                                 |
| Länge über Puffer:                 | 20.218 mm                                               |
| Kesselüberdruck:                   | 15 bar                                                  |
| HD-Zylinderdurchmesser:            | 430 mm                                                  |
| ND-Zylinderdurchmesser:            | 680 mm                                                  |
| Rostfläche:                        | 2,75 m²                                                 |
| Verdampfungsheizfläche:            | 146,34 m²                                               |
| Überhitzerfläche:                  | 41,00 m²                                                |
| Achsfahrmasse:                     | 16 t / 17 t                                             |
| Reibungsmasse:                     | 506,0 kN                                                |
| Dienstmasse:                       | 767,9 kN                                                |

Die Gattung XII {\displaystyle \textstyle {\mathfrak {HV}}} wurde ab 1908 gebaut. Von der XII H unterschied sie sich im Wesentlichen darin, dass das Vierlingstriebwerk durch ein Vierzylinder-Verbundtriebwerk ersetzt war. Um das Verbundverfahren besser ausnutzen zu können, hatte man außerdem den Kesseldruck von 12 auf 15 bar angehoben. Die Niederdruckzylinder lagen außen, und wie bei der XII H wirkten alle vier Zylinder auf die erste Kuppelachse.
Die XII HV „gewann“ den Vergleich der drei Triebwerksbauarten und wurde deshalb als einzige in größerer Stückzahl beschafft, auch wenn sie niemals als optimale Lösung angesehen wurde. Dazu hätte sie einen größeren Kessel und kleinere Niederdruckzylinder erhalten müssen. Zwischen 1908 und 1914 entstanden 42 Exemplare mit den Betriebsnummern 7 – 14 und 22 – 55. Die verschiedenen Lieferserien unterschieden sich ursprünglich z. T. deutlich in der äußeren Gestalt. Durch Anpassungsarbeiten in der Reichsbahnzeit zur Erleichterung der Fahrzeugunterhaltung (z. B. Kesseltausch) gingen diese Unterscheidungsmöglichkeiten oft verloren. So besaßen auch die ersten XII HV noch ein Windschneidenführerhaus und eine Drehgestellschürze. Die letzten fünf trugen schon bei Lieferung einen Speisewasservorwärmer (Bauart Atlas) quer auf dem Rahmen und waren deshalb etwas schwerer. Alle Maschinen verfügten ursprünglich über das äußere Verbindungsrohr zwischen den Dampfdomen, welches aufgrund der unterschiedlichen Wärmedehnung nur schwer dauerhaft dichtzuhalten war und deshalb später oft ins Kesselinnere verlegt wurde. Zur Reichsbahnzeit erhielten verschiedene Lokomotiven einen Oberflächenvorwärmer der Bauart Knorr, der aber sofort auffiel, da er seinen Platz auf dem linken Umlauf hatte. Die sächsische Nr. 34 (17 720) besaß noch 1924 eine Ölzusatzfeuerung und lief daher noch mit einem alten Tender 2' 2' T 21 mit Ölbehälter, aber niedrigem Kohlenkasten. In Leistung und Zugkraft war die XII HV der XII H etwas unterlegen – die Verbundmaschinen konnten nur einen 270 t schweren Zug bei Höchstgeschwindigkeit ziehen. Die Verbrauchswerte waren deutlich besser als die der XII H.
Drei Lokomotiven (Nr. 12, 44 und 49) mussten nach dem Ersten Weltkrieg an Frankreich abgegeben werden. Die Reichsbahn übernahm noch 36 Fahrzeuge als Baureihe 17.7 und gab ihnen die Betriebsnummern 17 701 – 17 734 sowie 17 751 – 17 755. Letztere waren die Lokomotiven mit Speisewasservorwärmer, die 17 t statt 16 t Achslast aufwiesen.
Zwischen 1925 und 1936 sind alle Lokomotiven nach und nach ausgemustert worden. Zuvor hatte die 17 717 noch als einzige Lokomotive der Baureihe Windleitbleche erhalten.

Die Fahrzeuge waren mit Schlepptendern der Bauart sä 2'2' T 21 (mit 5 oder 7 t Kohlenvorrat) und sä 2'2' T 28 ausgestattet.

## XII H1
| Sächsische XII H1 DR-Baureihe 17.8 | Sächsische XII H1 DR-Baureihe 17.8 |
|                                    |                                    |
| ---------------------------------- | ---------------------------------- |
| Anzahl:                            | 7                                  |
| Nummerierung:                      | XII H1 15 – 21 17 801 – 17 804     |
| Indienststellung:                  | 1909                               |
| Ausmusterung:                      | 1929                               |
| Bauart:                            | 2'C h2                             |
| Länge über Puffer:                 | 19.837 mm                          |
| Kesselüberdruck:                   | 117,7 N/cm²                        |
| Zylinderdurchmesser:               | 610 mm                             |
| Rostfläche:                        | 2,84 m²                            |
| Verdampfungsheizfläche:            | 177,66 m²                          |
| Überhitzerfläche:                  | 47,10 m²                           |
| Achsfahrmasse:                     | 155,9 kN                           |
| Reibungsmasse:                     | 467,8 kN                           |
| Dienstmasse:                       | 712,9 kN                           |

Angeregt durch positive Erfahrungen in Preußen mit der P 8 hatte man sich in Sachsen zu einer grundsätzlichen Abkehr vom komplizierten Vierzylindertriebwerk entschlossen und sowohl die neue Schnellzuglok für den Flachlanddienst als auch eine weitere Variante der Gebirgslok noch vor Vollendung der XII HV als Zweizylinderlok bestellt. Die Gattung XII {\displaystyle \textstyle {\mathfrak {H}}}1 wurde 1909 in sieben Exemplaren hergestellt, die die Betriebsnummern 15 bis 21 erhielten. Diese Bauart war mit einem Zweizylinder-Heißdampftriebwerk ausgestattet, der Antrieb erfolgte wie bei den beiden anderen Bauarten auf die erste Kuppelachse.
Im Gegensatz zur XII HV war die Konstruktion aber nicht von der XII H abgeleitet, sondern von der parallel entwickelten Sächsische X H1, wodurch sie einen größeren Kessel besaß. Die XII H1 hatte von allen drei Bauarten die größte Rost- und Heizfläche, jedoch wie die XII H nur 12 bar Kesseldruck. Trotzdem war die XII H1 die stärkste der drei 2'C-Lokomotiven, sie konnten 450 t bei Höchstgeschwindigkeit ziehen, die Verbrauchswerte lagen aber über denen der XII HV. Das Hauptproblem der Konstruktion waren jedoch die Kompromisse, die man eingegangen war, um möglichst viel von anderen Baureihen übernehmen zu können. Für das Triebwerk der XII H1 war der Kessel der X H1 nicht leistungsfähig genug, und für eine Gebirgslokomotive ungünstig konstruiert.
Dass das Grundkonzept jedoch richtig war, beweist der Erfolg der ein Jahr später erschienenen Personenzuglokomotiven der Gattung sächs XII {\displaystyle \textstyle {\mathfrak {H}}}2, Baureihe 38.2.
Die Lokomotiven hatten auffällige kegelförmige Rauchkammertüren, die aber später, wenn sie ersetzt werden mussten, gegen gewölbte ausgetauscht wurden.
Drei Lokomotiven (Nr. 15, 16 und 21) mussten nach dem Ersten Weltkrieg an Frankreich abgegeben werden. Die Reichsbahn übernahm die verbleibenden vier als Baureihe 17.8 mit den Nummern 17 801 – 17 804. Sie wurden 1929 ausgemustert. Die französischen Lokomotiven liefen bei der Chemin de Fer de l'Est (EST) und erhielten die Betriebsnummern 3305 bis 3307. Zwei gelangten noch mit den Nummern 230 E 305 und 306 in den Bestand der französischen Staatsbahn SNCF. Die 230 E 305 überstand sogar den Zweiten Weltkrieg und schied als letzte aller Schnellzuglokomotiven der XII H-Familie erst 1948 aus dem aktiven Betrieb aus.

Die Lokomotiven waren mit Schlepptendern der Bauart sä 2'2' T 21, ausnahmsweise auch sä. 2' 2' T 28, ausgestattet.